# Classe Porpoise (sous-marin britannique)
Pour les autres classes de navires du même nom, voir Classe Porpoise.
Ne pas confondre avec la classe de sous-marins américains Porpoise ou la classe Grampus de la Royal Navy, parfois appelée Porpoise.
Les huit sous-marins de classe Porpoise construits pour la Royal Navy  sont les premiers sous-marins de patrouille et d'attaque réalisés après la seconde guerre mondiale.

## Conception
Leur conception fut influencée par les U-Boote allemands de type XXI. Plus grands que ceux de Classe T, ils bénéficièrent des nouvelles techniques de construction. Ils étaient plus silencieux que leurs homologues de l'OTAN et des soviétiques de Classe Whiskey.

## Armement
Ils possédaient 8 tubes lance-torpilles de 533 mm (6 à l'avant et 2 à l'arrière) utilisant des torpilles Mark 8 ou Mark 23, puis des Mark 24 Tigerfish. Ils furent aussi les premiers sous-marins à ne plus être équipé de canon de pont.

## Les sous-marins de classe Porpoise
- Chantier Vickers de Barrow-in-Furness :
  - HMS Porpoise (S01) : lancé le 25 avril 1956, torpillé en 1985.
  - HMS Rorqual (S02) : lancé le 5 décembre 1956, démoli en 1977.
  - HMS Narwhal (S03) : lancé le 25 octobre 1957, torpillé le 3 août 1985
- Chantier Cammell Laird à Birkenhead :
  - HMS Grampus (S04) : lancé le 30 mai 1957, torpillé en 1980.
  - HMS Finwhale (S05) : lancé le 21 juillet 1959, démoli en 1988.
  - HMS Sealion (S07) : lancé le 5 juin 1958, démoli en 1990.
- Chantier Scotts Shipbuilding and Engineering Company à Greenock :
  - HMS Cachalot (S06) : lancé le 1er août 1955, démoli en 1980.
  - HMS Walrus (S08) : lancé le 22 septembre 1959, démoli en 1991.